# Moestafa El Kabir
Moestafa El Kabir (Árabe: مصطفى الكبير) (5 de octubre de 1988, Targuís, Marruecos) es un futbolista marroquí que juega como delantero y actualmente milita en Çaykur Rizespor de la Superliga de Turquía. Cuenta con la nacionalidad neerlandesa.

## Clubes
| Club                     | País           | Año         |
| ------------------------ | -------------- | ----------- |
| NEC Nimega               | Países Bajos   | 2008 - 2010 |
| Mjällby AIF              | Suecia         | 2010 - 2012 |
| Cagliari Calcio (cedido) | Italia         | 2011 - 2012 |
| BK Häcken                | Suecia         | 2013 - 2014 |
| Al-Ahli Saudi FC         | Arabia Saudita | 2014 - 2015 |
| Gençlerbirliği           | Turquía        | 2015 - 2016 |
| Sagan Tosu               | Japón          | 2016        |
| Antalyaspor              | Turquía        | 2017 - 2018 |
| BK Häcken (cedido)       | Suecia         | 2018        |
| Ankaragücü               | Turquía        | 2018 - 2019 |
| Kalmar FF                | Suecia         | 2019        |
| Çaykur Rizespor          | Turquía        | 2019        |
| Örgryte IS               | Suecia         | 2020        |
| BB Erzurumspor           | Turquía        | 2021        |
| Hammarby TFF             | Suecia         | 2021 -      |